# Mencía de Velasco
Mencía de Velasco, señora de Villalba de Losa (¿1463?-Medina de Pomar, 1523), fue una noble dama castellana promotora de instituciones religiosas y caritativas en la ciudad de Briviesca (Burgos). En ocasiones aparece también con el apellido materno, Mencía de Velasco y Mendoza.

## Orígenes familiares
Nació en el seno de una de las familias nobles más poderosas de finales del siglo XV de la Corona de Castilla, la Casa de Velasco. Fue la sexta hija de Mencía de Mendoza y Figueroa (1421-1500) que fue, a su vez, primogénita de Íñigo López de Mendoza, I marqués de Santillana, y de Pedro Fernández de Velasco (1425-1492), condes de Haro. Sus padres, condestables de Castilla, reposan en la Capilla de los Condestables de la Catedral de Burgos. Sus hermanas de este matrimonio fueron Catalina de Velasco, María de Velasco, Leonor de Velasco, Isabel de Velasco, Beatriz de Velasco, y sus hermanos Bernardino Fernández de Velasco e Íñigo Fernández de Velasco, los herederos del linaje.[cita requerida]
Su sobrino, Pedro Fernández de Velasco y Tovar (1485-1559), autor de una obra genealógica de la Casa de Velasco, titulada Decendencia de la casa i linaie de Velasco, dice de ella que no tuvo esposo ni descendencia, ni tampoco tomó los hábitos como monja: “Vivió y murió muy sanctamente”.
Su nombre se inscribe en la tradición letrada y promotora de las artes que hizo famosa a la casa de su familia materna, los Mendoza, de la que formaron parte escritores y mecenas, entre ellas mujeres. Así, su tatarabuela fue Mencía de Cisneros, famosa por sus gustos literarios, y su madre, la condesa de Haro, Mencía de Mendoza y Figueroa, promocionó obras arquitectónicas en Burgos. Su sobrina, la hija de su hermano Íñigo Fernández de Velasco y condesa de Oñate, se llamó también Mencía de Velasco.[cita requerida]

## Biografía

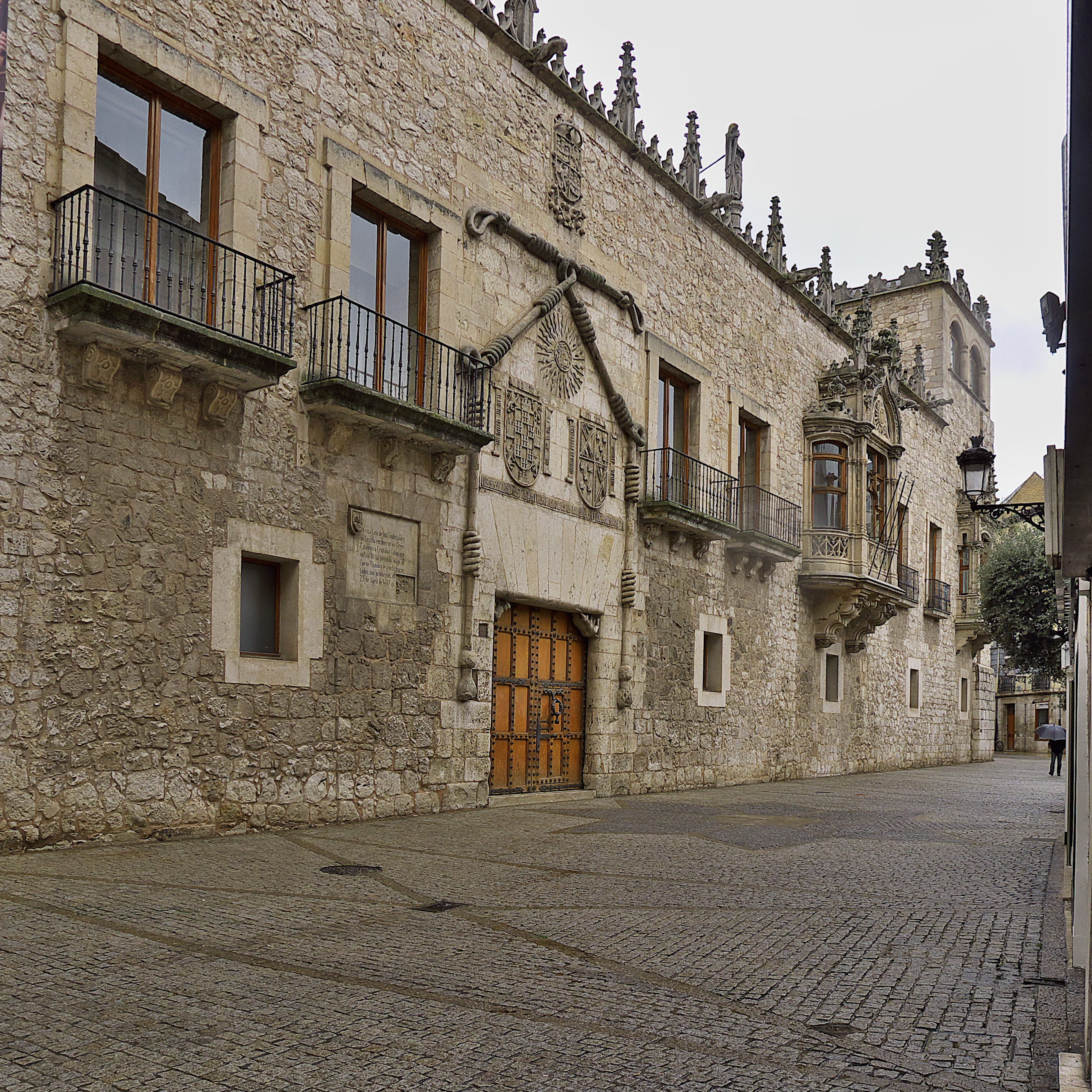
Casa del Cordón (Burgos)

Se cree que los primeros años de vida y formación los pasó entre Medina de Pomar, capital del estado señorial de los Velasco, y Burgos, viviendo en la Casa del Cordón, nueva residencia del linaje. En Medina de Pomar pudo haber consultado los volúmenes de la completa biblioteca que ubicó en el Hospital de la Vera Cruz su abuelo Pedro Fernández de Velasco, el primer conde de Haro, biblioteca que reunía obras de historia, derecho, filosofía moral, religiosas, literatura... Los diplomas firmados de su puño y letra dan prueba de su capacitación lectoescritora. La primera noticia vital documentada sobre Mencía fue su participación en la delegación castellana que viajó con la princesa Juana a Flandes en 1496 para los esponsales con Felipe el Hermoso. Es probable que participara en las entradas a Amberes y Brujas junto al grupo de nobles damas que acompañaron a la princesa.
A partir de la década de 1510 Mencía de Velasco debió residir junto a la comunidad de Santa Clara de Medina de Pomar, pero sin tomar los hábitos. Fue entonces cuando comenzó su programa constructivo en la cercana ciudad de Briviesca, en donde realizó sus dos actividades de promoción más importantes: la nueva dotación del monasterio de Santa Clara y la construcción del Hospital de Nuestra Señora del Rosario.
Dictó testamento en 1517 en el hospital de la Vera Cruz de Medina de Pomar y falleció a finales de 1523 en su habitación del monasterio medinés de Santa Clara. La mayoría de sus bienes los legó en favor de las dos instituciones que había patrocinado en Briviesca, encomendando a su criado Diego de Isla que culminara sus proyectos inacabados. Según una inscripción moderna situada en su sepulcro en la iglesia de Santa Clara de Briviesca, doña Mencía habría fallecido a la edad de 60 años.[cita requerida]
El archivo de los Fernández de Velasco, hoy depositado en la sección Frías del Archivo Histórico de la Nobleza, conserva varios diplomas de esta señora y algunas firmas manuscritas.

## Herencia
Al fallecer su padre el condestable en 1492 varios de los hermanos se enfrentaron por la herencia. Mencía de Velasco se mostró firme defensora de la parte de herencia que le correspondía a ella y a sus hermanas. El heredero principal y primogénito, el nuevo condestable Bernardino Fernández de Velasco, fue acusado de haber manipulado cláusulas del testamento del padre en su beneficio. Así lo denunció la propia Mencía de Velasco:

antes de que le diese signado el escribano, y testó ciertas partes del dicho testamento, y entre ellas aquellas en las que dejaba la legítima a sus hijas, [Bernardino] las borró, e anduvo con el escribano, e intentó que el escribano signase el testamento sin esas palabras referidas a sus hijas. Y lo consiguió.

Mencía de Velasco denunciaba que la herencia legítima de los bienes que correspondía a las hijas nunca les fue entregada.
Un nuevo conflicto surgió en torno a la residencia de la Casa del Cordón en 1493. El heredero principal, Bernardino, consideró que la totalidad del palacio le pertenecía. La madre, Mencía de Mendoza y Figueroa, argumentó que la casa quedaba fuera del mayorazgo y, por tanto, estaba desvinculada. Mencía de Velasco acusó a su madre de haberla presionado para ceder la parte que le correspondía del palacio por herencia legítima a cambio de una cantidad en metálico que no había recibido.
En aquel palacio burgalés residió Mencía de Velasco junto a su madre, Mencía de Mendoza y Figueroa, hasta que falleció ésta en 1499. El testamento fechado en este año indicaba que, pese a que Bernardino Fernández de Velasco iba a heredar el inmueble, Mencía de Velasco podía transitar y utilizar el jardín de la casa donde habían sido establecidas siete ermitas. Mencía de Velasco recibió a través de aquel testamento la quinta parte de los bienes de la madre, además de 3.000.000 de maravedíes y piezas de su ajuar.
Finalmente, una tercera herencia fue disputada por varios miembros del linaje. A la muerte de su hermano el condestable Bernardino Fernández de Velasco, la propia Mencía de Velasco presentó una denuncia ante Juan de Velasco, obispo de Calahorra, contra los bienes heredados por Juliana Ángela de Velasco, la hija que Bernardino tuvo de su segunda esposa, Juana de Aragón. El nuevo líder del linaje, Íñigo Fernández de Velasco, concedió a la demandante la mitad de la villa de Villalba de Losa (Burgos) en calidad de señorío en 1514. De este modo, Mencía de Velasco se convertía en señora de vasallos. La documentación da fe del interés de Mencía de Velasco por conocer las rentas, pechos y derechos que poseía en la villa.

## Promoción de instituciones religiosas y hospitalarias

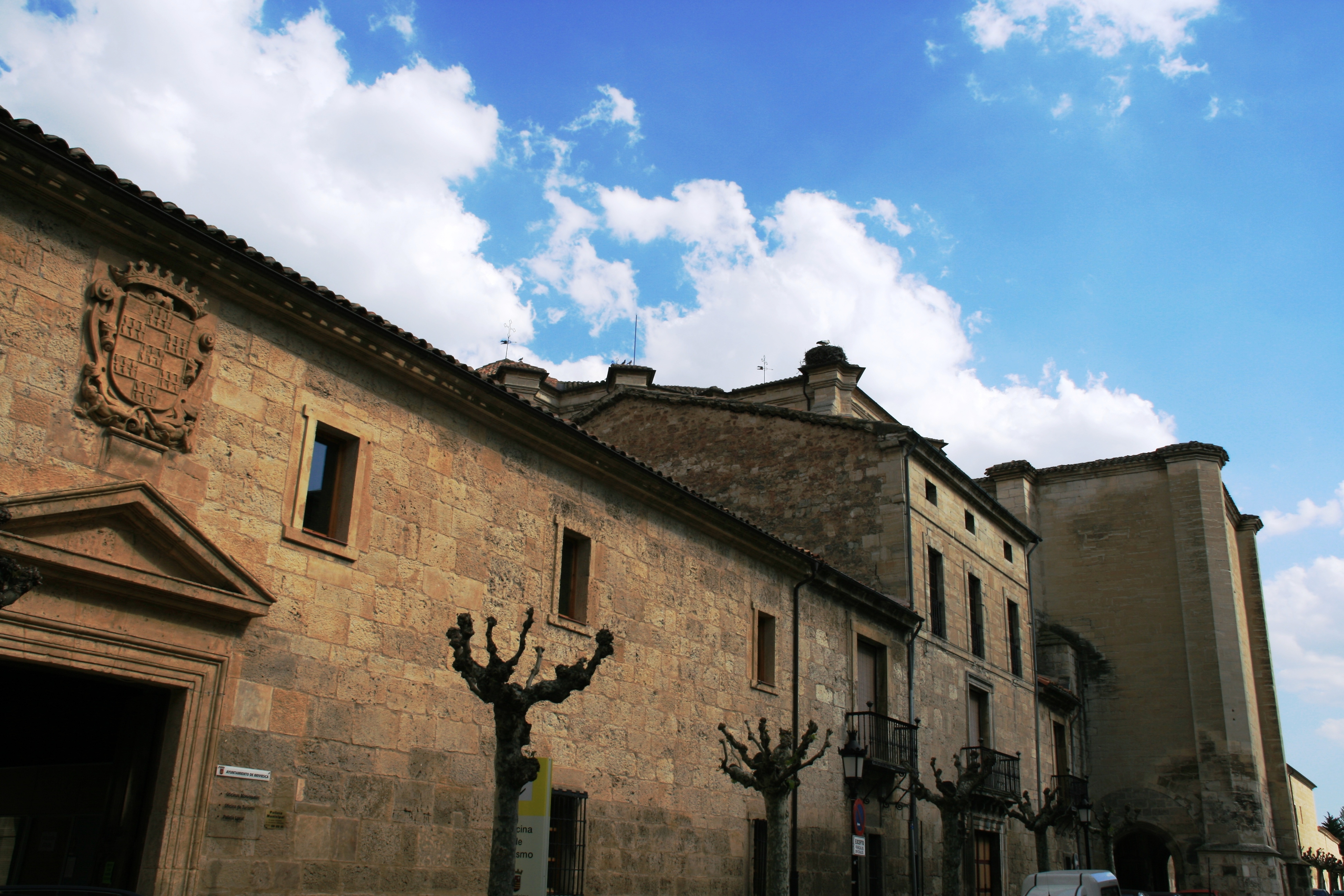
Hospital del Rosario y Convento de Santa Clara de Briviesca.

En su testamento fechado en 1517, Mencía de Velasco legó la mayor parte de sus bienes a las dos instituciones que había promocionado: el ya existente monasterio de Santa Clara de Briviesca y el hospital de Nuestra Señora del Rosario que había fundado en la misma localidad para asistir a pobres y enfermos. No obstante, como las obras se dilataron en el tiempo, Mencía no pudo ver finalizados plenamente ambos edificios, de manera que los encargos artísticos y arquitectónicos tuvieron que ser continuados por sus albaceas y familiares.[cita requerida]
En 1511 ya se habían adquirido los terrenos en la vega de Valdeprado para el nuevo convento de monjas clarisas. A finales de año el obispo de Burgos dio licencia para trasladar a la comunidad al nuevo emplazamiento. En 1512 se colocó la primera piedra.

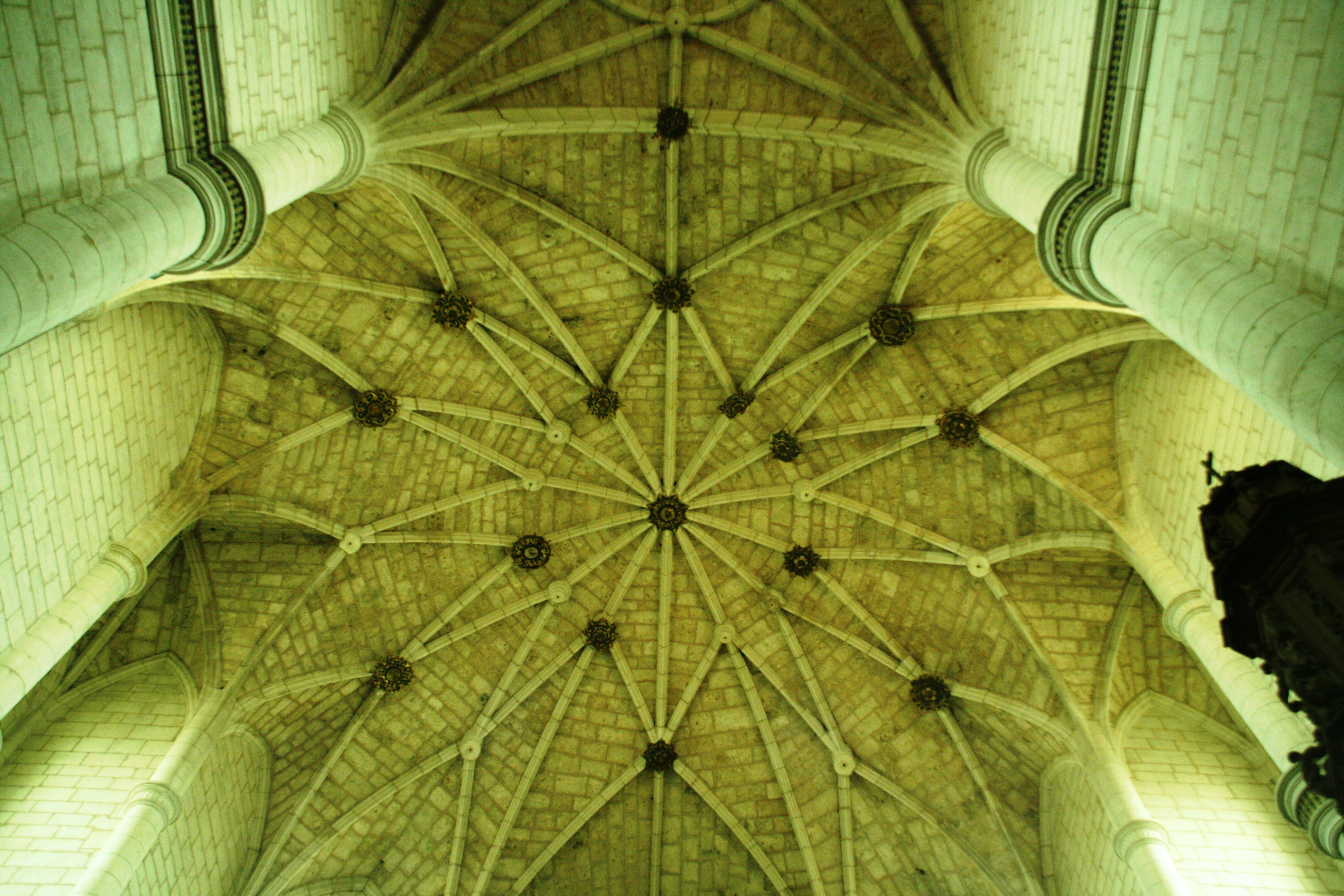
Cúpula de la Iglesia del Convento de Santa Clara de Briviesca.

Los historiadores del arte argumentan que las capillas que construyeron Mencía de Velasco en la iglesia de Santa Clara de Briviesca y su hermano Bernardino Fernández de Velasco en el convento homónimo de Medina de Pomar siguen el modelo que implantó su madre en la Capilla de los Condestables de la Catedral de Burgos.
Con el hospital de Nuestra Señora del Rosario, fundado en 1517, Mencía de Velasco reprodujo otras pautas familiares. El nuevo hospital imitaba al que ya había establecido su abuelo Pedro Fernández de Velasco en Medina de Pomar, dedicado a la Vera Cruz. El aparato organizativo, los puestos laborales y muchas de las festividades que se celebraban eran muy similares entre ambos hospitales. A su vez, su abuelo el I conde de Haro había imitado al hospital del Rey de Burgos. Los tres establecimientos contaron con una comunidad de varones empobrecidos que rezaban y trabajaban por los intereses del linaje.

## Apariciones literarias
Mencía de Velasco ha llegado a convertirse hoy en día en personaje de novela, de la mano del escritor Roberto Llorente Infante. Mencía de Velasco es personaje de dos de sus obras: De buena fe (2018) y ¿Acaso el cielo no llora? (2020). Ambas novelas cuentan la crónica de Ximeno de Briviesca, un converso que vivió las últimas décadas del siglo XV en Castilla y se enamoró de Mencía de Velasco.[cita requerida]